# Bloomington (Illinois)
Bloomington is een plaats (city) in de Amerikaanse staat Illinois, en valt bestuurlijk gezien onder McLean County.

## Demografie
Bij de volkstelling in 2000 werd het aantal inwoners vastgesteld op 64.808.
In 2006 is het aantal inwoners door het United States Census Bureau geschat op 70.970.

## Geografie
Volgens het United States Census Bureau beslaat de plaats een oppervlakte van
58,3 km².

## Geboren
- Frederic W. Goudy (1865–1947), letterontwerper, typograaf, uitgever en leraar
- Clinton Davisson (1881-1958), natuurkundige en Nobelprijswinnaar (1937)
- George Lincoln Rockwell (1918–1967), neonazistische politicus
- Rick Scott (1952), senator van Florida
- Andrew Heissler (1983), zanger van de folk/blues act Pokey LaFarge